# 奥原唯弘
奥原 唯弘（おくはら ただひろ、1928年7月27日 - 1990年3月28日）は、日本の法学者、憲法学者、弁護士。 

## 来歴・人物
東京府で出生。長野県北安曇郡松川村出身。1946年（昭和21年）旧制松本第二中学19回（現長野県松本県ヶ丘高等学校）卒業
。
中央大学法学部卒、1958年早稲田大学大学院政治学研究科修了
。
神奈川大学講師・助教授、近畿大学教授。近畿大学比較法政治研究所長・法学部教授。法と秩序研究会理事長、日本学術会議会員。世界平和教授アカデミー会員。

## 著書
- 『憲法と政治・社会』啓正社 1978
- 『憲法の具体的展開』啓正社 1979
- 『日本の課題と憲法 私の正論』啓正社 1982
- 『日本の伝統と憲法』啓正社 1986

### 共編著
- 『憲法読本』編 高文堂出版社 1971
- 『法学読本』共著 高文堂出版社 1971
- 『政治学講義』小林正敏共編 成文堂 1972
- 『判例演習シリーズ憲法』林修三,中山健男共編 成文堂 1973
- 『判例演習シリーズ行政法』川西誠,矢野勝久共編 成文堂 1975－76
- 『世界の機密保護法』編 世界日報社 1978
- 『行政法体系』梅木崇共著 啓正社 1980
- 『猪木正道の大敗北 ソ連を愛し続けた前防大校長の"言論抑圧裁判"の真相』桶谷繁雄、中川八洋、太山壌、土田隆、松原正、大久保典夫共著 日新報道 1983

### 翻訳
- W.I.ジェニングス『イギリス憲法 その由来と現状』中山健男共訳 白桃書房 1970
- ウィリアム・エーベンシュタイン『現代の全体主義と民主主義』監訳 西修,滝沢一郎訳 成文堂 1974

### 記念論文集
- 『憲法の諸問題 奥原唯弘教授還暦記念論文集第1巻』成文堂 1989
- 『国際政治と法 奥原唯弘教授還暦記念論文集第2巻』成文堂 1989

## 論文
- Cinii